# 酸民
酸民是指喜歡對事情發表尖酸刻薄言論，而不在乎事情對錯的網民。有一種說法是酸民一詞是來自於批踢踢（台灣電子佈告欄），因批踢踢的使用者被稱為鄉民（源自周星馳《九品芝麻官》），酸民即是發表尖酸刻薄言論的鄉民。
酸民討論的對象通常是媒體發布者（如新聞記者、YouTuber），其負面言論被認為並不是為了檢討缺點，僅是期望能對相關者造成傷害。當負面評論產生時，透過網路的分享轉發，可能會引起消極的螺旋而當被批評的人士承受過大的心理壓力，可能會導致負面的舉動，甚至自殺。
有一說法從心理學角度分析，酸民是利用心理防衛機制裡的轉移來得到自我肯定。所以被評論者面對酸民的批評，認為最好是不要正面回應。有少數受到酸民指責的人士，離開當下環境後獲得不同角度的評論，而獲得成功。

## 法律

### 中華人民共和國法律
為確保社會對於特定議題永保嚴肅性，壓制酸民文化糾正社會輿論導向，中華人民共和國2018年5月1日頒布《中华人民共和国英雄烈士保护法》，對於過世後認定為烈士的英雄人物包含軍、警、消防、教師等發表公開侮辱性言論的為民事違法，由檢察院提起民事公益诉讼等同於一種民事的公訴罪。

#### 謝勇案
2018年5月頒布後不久的5月14日就發生首起案例，江苏省淮安市某小区一幢高层住宅火灾，消防員谢勇与3名同事组成内攻小组进入楼内侦查，一名战友感觉設備故障身体不适向谢勇求救，謝卸下自己的空气呼吸面具給他使用，在火情浓烟弥漫情况下，谢勇在滑绳下撤过程中不慎坠楼犧牲。公安部批准谢勇为烈士并颁发献身国防金质纪念章。
然而37歲的宿遷人曾某在人數一百人以上的微信群散布“不死是狗熊，死了就是英雄”“自己失误掉下来能怪谁”等言論，群中也有人告誡其符合觸法條件，还表示“拘留算什么，坐牢我都不怕”。有網民向公安舉報，曾某被以尋釁滋事罪先拘留控制，之後5月21日江苏省检察院批准，依法对曾某侵害英雄烈士名誉权、损害社会公共利益的行为提起民事公益诉讼，此首例案例的庭審過程已經在專題節目中公開開庭，也被一些網民稱為懲治酸民第一案。而谢勇家屬表示不希望事件染上經濟賠償色彩所以放棄民事賠償訴訟要求，曾某公開悔過道歉並表示是與前妻吵架後喝酒的發洩行為，最終判決曾某于七日内在本市市级报纸上公开道歉。

#### 葉挺案
西安摩摩信息技术公司旗下“暴走漫画”中侮辱叶挺烈士案，將其《囚歌》詩詞改編為墮胎醫院廣告，叶挺烈士近亲属叶正光等起诉，9月28日西安市雁塔区人民法院公开宣判，在国家級新闻媒体上公开道歉，消除其造成的不良社会影响，并向原告支付精神抚慰金10万元人民幣。

## 評價
中国社会科学院研究生院教授、博士生导师于沛分析認為，酸民文化其實是一種散佈虛無主義，用於歷史人物上便成為歷史虛無主義，自古便有亡其國必先亡其史的說法，有的人只為引人注意刷存在感有的則有政治目的，不論哪一種目的都是打著另一種觀點、多元看事情的外衣面具，實質對一些嚴肅議題進行去嚴肅化、戲謔化、綜藝化，最後讓全社會去除莊嚴性和團結性。任何強大的文明都要有強大的英雄文化和人物典型，成為眾人仿效的標竿與集體榮譽感的來源，有些人透過操弄事蹟細節最後上升成質疑再披個多元觀點外衣，其實內心深處目的根本路人皆知，也不必再多所辯論。中国人民大学法学院教授吕景胜表示，酸民現象在於以往違法成本是零，且認定已經過世的歷史人物無法復活對他提起名譽訴訟，但此後這類公益公诉案的出現將改變這一前提。

### 引用
1. 1 2  張郁梵; 黎佳燊. . 大家健康雜誌.   [2018-03-29]. （原始内容存档于2018-11-24） （中文（臺灣））.
2. ↑  . 大數聚. 2016-08-05  [2018-04-03]. （原始内容存档于2018-05-20）.
3. 1 2  . 蘋果日報. 2016-03-24  [2018-03-29]. （原始内容存档于2018-07-28） （中文（臺灣））.
4. ↑  . ETtoday健康雲.   [2018-05-16]. （原始内容存档于2018-07-04） （中文（臺灣））.
5. ↑  . 自由時報. 2018-01-11  [2018-04-03]. （原始内容存档于2018-07-03）.
6. ↑  . 蘋果日報. 2016-02-20  [2018-03-29]. （原始内容存档于2019-06-14） （中文（臺灣））.
7. ↑  . 蘋果日報. 2018-03-28  [2018-04-03]. （原始内容存档于2019-06-14） （中文（臺灣））.
8. ↑  .   [2018-11-24]. （原始内容存档于2020-08-10）.
9. ↑  .   [2018-11-24]. （原始内容存档于2020-11-04）.
10. ↑  .   [2018-11-24]. （原始内容存档于2018-11-24）.
11. ↑  .   [2018-11-24]. （原始内容存档于2020-11-04）.
12. ↑  .   [2018-11-24]. （原始内容存档于2020-11-04）.